# Lancia di Sicilia
I Lancia (o Lanza) di Sicilia rappresentano il ceppo siciliano del casato Aleramico dei Lancia, trapiantato sull'isola nel XIII secolo dopo la Guerra del Vespro, che vide il passaggio del Regno di Sicilia sotto il dominio della Casa d'Aragona.
La dinastia si suddivise in più rami, dei quali i principali furono quello dei Baroni di Longi e dei Duchi di Brolo e forse anche quello dei Principi di Trabia, cognomatisi Lanza, a tutt'oggi fiorenti.

## Storia
Il casato dei Lancia, di origine aleramica, passò in Sicilia in epoca sveva, e capostipite della dinastia nell'isola fu un Corrado detto di Castromainardo, dal nome del feudo che possedeva in Calabria e che fu costretto ad abbandonare dopo la Pace di Caltabellotta tra Angioini e Aragonesi. Figlio di Galeotto († 1268), e discendente dei Marchesi di Busca, il padre fu giustiziato dagli Angioini nel 1268 assieme al di lui padre Galvano dopo la battaglia di Tagliacozzo, e secondo una ricostruzione fatta dall'abate Rocco Pirri, in seguito la moglie Cubitosa d'Aquino dei Conti di Acerra e i figli si rifugiarono nel Regno d'Aragona. Corrado, tornato in Sicilia dopo il passaggio dell'isola sotto il dominio aragonese, nel 1302 ebbe concesso dal re Pietro III d'Aragona il possesso delle baronie di Longi, Ficarra, Castania, e le signorie di Galati, Mongelino (in territorio di Mineo), Piraino, Rendàculi, Santa Marina e del castello di Brolo, per i servizi resi alla Corona. Fu giustiziere di Palermo (1302-04), maestro razionale del Real Patrimonio del Regno di Sicilia (1305-10) e mastroportulano (1308-12).
Un altro Corrado Lancia († 1299), collaterale del precedente e figlio di Federico dei Marchesi di Busca, giunse anch'egli in Sicilia dopo la Guerra del Vespro, e ricoprì le cariche di maestro razionale (1283), regio siniscalco (1291), di maestro giustiziere (1291-94) e di Gran cancelliere del Regno (1295-99). Detto Corrado, con privilegio dato dal re Federico III di Sicilia il 20 settembre 1296 ebbe assegnati la terra e il castello di Caltanissetta per sé e per i suoi discendenti, su cui ottenne investitura del titolo di conte. Morto senza lasciare eredi, gli succedette il nipote Pietro († 1355), figlio del fratello Manfredi, che non avendo lasciato eredi maschi, la Contea di Caltanissetta e gli altri suoi domini passarono per successione agli Aragona di Sicilia. Fratello di Pietro fu Nicola, signore di Ferla e di Giarratana, che esercitò la carica di giustiziere nel Val di Mazara.
Ugo Lancia, II barone di Ficarra e di Longi e Brolo, detto Ugone e figlio di Corrado, nel 1322 vendette il feudo di Castania a Eustachio di Gregorio. Nel 1335, risultava essere proprietario di metà del feudo Limbaccari, in territorio di Piazza. Nel 1340 fu strategoto di Messina. Furono suoi figli Blasco, Corrado e Nicola. Blasco fu III barone di Ficarra; Corrado, signore di Mongialino, fu castellano e capitano del castello e terra di Sambuca; Nicola, III barone di Longi, fu maestro razionale del Regno e dichiarato regio consanguineo per privilegio dato dal re Pietro II di Sicilia il 20 dicembre 1341.
Dalla linea derivata dal primogenito Blasco, III barone di Ficarra, si originò nel XVII secolo i rami dei Marchesi di Ficarra e dei Duchi di Brolo; da un ramo cadetto della linea del terzogenito Nicola, quella dei Baroni di Longi, nel XV secolo si formò quello dei Principi di Trabia.
Una tarda leggenda seicentesca vorrebbe far discendere la famiglia da un Corrado Lanza dei duchi di Baviera, sulla base di un preteso diploma di Roberto il Guiscardo del 1080. Il diploma fu erroneamente creduto autentico dal Pirri e, sulla sua scorta, anche dal Villabianca e più recentemente dallo Spreti, che pure identificarono correttamente la famiglia come quella del "Lanza lombardo" padre di Bianca Lancia, ma dimostrato falso in modo definitivo da Carlo Merkel e dall'Aldimari. La posticcia ascendenza bavarese fu poi ripresa nelle stemma araldico della casata. 

### I Baroni poi Marchesi di Ficarra
Un Pietro Lancia Modica, VI barone di Ficarra, detto Perruccio e figlio di Corrado, ribelle al re Martino I di Sicilia, ebbe da questi confiscati nel 1398 tutti i beni. Il figlio Corrado, V barone di Ficarra, ridotto all'obbedienza agli Aragonesi nel 1408 recuperò tutti i feudi confiscati al padre, per aver servito la Regina Bianca contro il Conte di Modica. Detto Corrado, sposato a Laura Arezzo, ebbe diversi figli, tra cui Pietro e Valore. Valore Lancia Arezzo, VII barone di Ficarra, succedette per donazione fatta dal fratello maggiore Pietro, che non generò eredi, e sposato con Costanza Moncada Esfonellar dei Conti di Adernò, procreò cinque figli. Di questi, il terzogenito Blasco Lancia Moncada, VIII barone di Ficarra († 1512), fu giureconsulto e deputato del Regno nel 1499, il quale dalla consorte Eleonora Gaetani dei Baroni di Sortino ebbe tre figli. Unico maschio fu Girolamo, IX barone di Ficarra († 1557), che fu capitano di Randazzo nel 1516-17. Padre di cinque figli, avuti dalla consorte Beatrice Cardona dei Conti di Collesano, il nipote Girolamo Lancia Cordova, XI barone di Ficarra († 1581), fu capitano di Randazzo (1541-42 e 1554-55), capitano giustiziere di Palermo (1567-68 e 1568-69), governatore della Compagnia dei Bianchi di Palermo (1568-69), e deputato del Regno (1570). Non ebbe eredi dalla moglie Emilia Alliata dei Baroni di Villafranca, e gli succedettero nei titoli e nei feudi dapprima il fratello minore Ferdinando, e in seguito lo zio paterno Francesco Lancia Cardona. Detto Francesco, XIII barone di Ficarra (1506-1596), fu capitano di Messina (1537-38), capitano giustiziere di Palermo (1561-62), governatore del Monte di Pietà (1566-67, 1578 e 1580), pretore di Palermo (1581-82). Dalla moglie Laura D'Afflitto dei baroni di Sinagra, ebbe tre figli. Il primogenito Fabrizio, XIV barone di Ficarra († 1595), fu governatore del Monte di Pietà (1583-84) e governatore della Nobile Compagnia dello Spirito Santo (1588 e 1589). Padre di quattro figli, avuti dalla moglie Anna Alliata Beccadelli di Bologna, il primogenito Francesco, XV barone di Ficarra († 1638), fu governatore del Monte di Pietà (1612-13 e 1618-19) e senatore di Palermo (1618-19 e 1619-20).
La baronia di Ficarra fu elevata a marchesato con Fabrizio Lancia Settimo, XVI barone di Ficarra († 1667), figlio di Francesco, che per privilegio dato dal re Filippo IV di Spagna il 2 giugno 1656, esecutoriato il 7 novembre, fu investito del titolo di I marchese di Ficarra. Fu governatore del Monte di Pietà (1650-51 e 1656-57) e due volte deputato del Regno (1658 e 1660). Dalla moglie Flavia Angotta, figlia unica di Francesco, maestro razionale del Tribunale del Regio Patrimonio e del Consiglio del Re, procreò sette figli. Dalla linea dei Marchesi di Ficarra ebbe origine quello dei Duchi di Brolo, con Giuseppe Lancia Anzalone, IV marchese di Ficarra.

### Baroni di Longi
Valore Lancia e Branciforte, IV barone di Longi, figlio di Nicola, nel 1367 succedette al padre nel possesso dei titoli e dei beni feudali. Fu padre di Blasco, V barone di Longi (Capo Famiglia dei Lancia di Brolo come si evince dal diploma di Re Martino che conferma a Blasco il Feudo di Longi nel 1408), e di Manfredi, e dai discendenti di quest'ultimo ebbe origine il ramo dei Baroni di Mojo, poi Principi di Malvagna. Il primogenito Blasco ebbe per figlio Corrado, VI barone di Longi, il quale attraverso il matrimonio con Eleonora Ventimiglia Sabia dei Marchesi di Geraci, acquisì il possesso della signoria di Verbumcaudo.
La linea primogenita dei Baroni di Longi si estinse con Pietro Maria Lancia, XIII barone di Longi, il quale generò una sola figlia femmina, Flavia, la quale non rispettando la successione agnatizia a favore del cugino Filippo, fu investita della baronia nel 1659,  sposò Gaspare di Napoli Colonna Romano e di conseguenza il possesso feudale di Longi pervenne in dote ai Napoli di Troina.

## Rami
Principi di Malvagna
La baronia del Mojo, nel Val Demone, fu concessa nel 1337 dalla regina Eleonora di Sicilia a Giovanni Turtureto, e pervenne in dote ai Lancia attraverso la di lui nipote Rosa, che sposò Manfredi Lancia, figlio di Valore, IV barone di Longi. Primo investito della famiglia fu Blasco Lancia Turtureto, IV barone del Mojo, nel 1453.
Questo ramo dei Lancia fu nobile in Randazzo, dove furono capitani Antonino (1560-61), Giuseppe (1561-62), Giacomo (1589-90) e Valore (1601-02), che ne fu anche vicesecreto. Un Bernardo, fu rettore dell'Arciconfraternita dei Santi Simone e Giuda di Messina (1561-62 e 1566-67). Un Pietro Lancia Sollima, X barone di Mojo († 1623), fu capitano di Randazzo (1574-75) e senatore di Messina (1593-94 e 1596-97), tra i fondatori dell'Ordine dei Cavalieri della Stella di cui fu principe per due volte (1598 e 1607). La moglie Silvia Abate, baronessa del Mojo, nel 1604 acquistò il feudo di Malvagna da Giacomo Garagozzo. A Pietro succedettero nel possesso della baronia del Mojo i figli Francesco, Giovanni e Diego. Francesco, XI barone del Mojo, fu principe dell'Ordine dei Cavalieri della Stella (1621). Morto celibe, gli succedette il fratello Giovanni, XII barone del Mojo († 1634), che fu governatore della Nuova Compagnia dei Santi Simone e Giuda di Messina (1616-17) e principe dell'Ordine dei Cavalieri della Stella (1630 e 1636); nel 1626 fece edificare un nuovo centro abitato sul feudo di Malvagna, sul quale il medesimo, per privilegio dato dal re Filippo IV di Spagna il 22 agosto 1627, esecutoriato il 5 novembre, ottenne investitura del titolo di principe. Sposò la nobildonna Francesca Cybo, da cui non ebbe eredi, e nei titoli di Principe di Malvagna e Barone del Mojo gli succedette il fratello minore Diego.
Diego Lancia Abbate, II principe di Malvagna († 1650), già cavaliere gerosolimitano dal 1619, cavaliere dell'Ordine della Stella, fu governatore della Compagnia dei Santi Simone e Giuda di Messina (1630-31 e 1631-32) e senatore di Messina (1637-38 e 1640-41). Dalla moglie la nobildonna Cornelia Gioeni ebbe quattro figli, tra cui l'unico maschio fu Pietro, III principe di Malvagna († 1695), che fu governatore della Compagnia dei Santi Simone e Giuda di Messina (1648-49 e 1671-72), principe dell'Ordine dei Cavalieri della Stella (1665), ed ebbe l'ufficio di ambasciatore del Senato di Messina presso il Viceré di Sicilia (1661). Sposò Antonia Dainotto, da cui ebbe quattro figlie femmine.
Domenica Lancia Dainotto, IV principessa di Malvagna († 1702), figlia di Pietro, succedette al padre nei titoli e nei beni, e sposò Corrado Lancia d'Alessandro, II duca di Brolo (1681-1721). Questa unione generò una sola figlia, Felicia, che prese investitura del Principato di Malvagna e della Baronia di Mojo nel 1706, e sposatasi con Ignazio Migliaccio e Migliaccio, I principe di Mazzarrà, di tali beni feudali quest'ultimo ne ebbe investitura nel 1710.
Principi di Trabia
Capostipite del ramo fu Blasco Lanza (1466-1535), avvocato catanese appartenente a un ramo cadetto dei Baroni di Longi. Detto Blasco, due volte deputato del Regno (1508 e 1514) e regio consigliere dal 1517, fu investito del titolo di I barone di Trabia nel 1509. Il figlio Cesare, II barone di Trabia († 1593), mastroportulano (1537), governatore della Compagnia della Carità di Palermo (1546), ambasciatore a Palermo dell'imperatore Carlo V d'Asburgo, per quattro volte pretore di Palermo (1548, 1555, 1556 e 1560), fu investito del titolo di I conte di Mussomeli nel 1564.
Trabia, nel Val di Mazara, fu elevata a principato nel 1601, con Ottavio Lanza de Centelles, II conte di Mussomeli (1547-1617), figlio di Cesare, che ebbe investitura del titolo di I principe di Trabia. Dall'unico tronco dei Principi di Trabia fiorirono diversi rami cadetti, tra cui quello dei Principi di Scalea, i cui membri, per estinzione del ramo primogenito nel XX secolo, acquisirono titoli e beni della famiglia, alcuni dei quali (come quello di Principe di Butera), pervenuti per successione dalla famiglia Branciforte, e perciò essi sono cognomati Lanza Branciforte.
Duchi di Brolo
Giuseppe Lancia Anzalone, IV marchese di Ficarra (1668-1691), succedette nei titoli e nei beni al nipote Francesco Lancia Zappata, morto celibe. Fu confrate dell'Ordine dello Spedale di Messina (1678), e della Compagnia dei Santi Simone e Giuda (1682). Cittadino di Palermo dal 1677, dove stabilì la propria dimora, per dichiarazione del Senato cittadino, fu governatore della Compagnia della Carità (1688). Il 2 maggio 1686, per privilegio dato dal re Carlo II di Spagna, esecutoriato il 9 maggio, fu investito del titolo di I duca di Brolo. Ebbe in moglie Felicia Maria d'Alessandro dei Conti di Sant'Adriano, da cui ebbe cinque figli. Gli succedette nei titoli e nei beni il primogenito Corrado, II duca di Brolo (1681-1721), al quale però, non avendo lasciato eredi maschi succedette il fratello minore Girolamo.
Girolamo Lanza d'Alessandro, III duca di Brolo (1690- 1763), ebbe un'importante carriera militare e fu alfiere del Reggimento "Gioeni" dell'esercito del Regno di Sicilia (1714). Nel 1728, sposò Maria Antonia Caruso Manzone, unica figlia ed erede di Giuseppe, principe di Santa Domenica, e acquisì in dote i titoli e i beni del suo casato. Nel 1738 vendette i feudi di Brolo, Ficarra e Iannello ed il titolo di Marchese di Ficarra, quest'ultimo al nobile catanese Saverio Guttadauro. Ebbe sei figli, tra cui Corrado (1744-1790) e Federico, IV duca di Brolo (1732-1815), che nel 1750 acquisì dallo zio materno l'abate Caruso la baronia di Xireni. Federico Lancia Merlo (1774-1852), figlio di Corrado, ufficiale del Real Esercito, fu tenente del Reggimento "Val di Mazzara" dal 1799, prese parte all'Assedio di Gaeta (1806) per il quale fu decorato alla medaglia di bronzo, e in seguito ebbe la nomina a capitano nel 1816, e quella di maggiore del reggimento siciliano nel 1827.
Il ramo dei Duchi di Brolo continuò con Emanuele Lancia Castelli, V duca di Brolo (1771-1852), che svolse attività militare come ufficiale del Real Esercito. Sposò la nobildonna Vincenza Grassellini Compagnone dei Marchesi Grassellini, da cui ebbe quattro figli: Federico, VI duca di Brolo, accademico e mecenate (1824-1883); Domenico (1825-1919), che fu arcivescovo di Monreale; Corrado (1826-1906), che fu deputato e senatore del Regno d'Italia; Giuseppe. Di costoro non risultano discendenti, pertanto il ramo potrebbe essersi estinto a inizio XX secolo. Il ramo principale dei Baroni di Longi ha continuato ad essere definito anche "dei Duchi di Brolo" olim dei Baroni di Brolo.
Baroni di Marcatobianco
Il ramo deriva da Michele Lancia dei baroni di Longi e dei Duchi di Brolo, Barone di Malaspina,  figlio di Filippo, quest'ultimo a sua volta figlio di Giuseppe, secondogenito di Baldassarre II, XII barone di Longi. Si unì in matrimonio a Maria Spinotto e Sartorio, figlia di Giovanni, II barone di Marcatobianco, da cui ebbe Corrado Lancia, Barone di Malaspina, barone dei Supplementi di Trapani, Sciacca e Mazzara, che fu senatore di Palermo negli anni 1751-52 e 1760-61.
Michele Lancia Morello, figlio di Corrado, per successione dalla famiglia della nonna paterna ereditò i titoli di Barone di Marcatobianco e di Barone di Butti e Mangalaviti, di cui ebbe investitura il 29 aprile 1798. Detto Michele, fu senatore di Palermo nel 1806-07 e a 2 agosto 1814 ottenne parere favorevole dal Protonotaro del Regno per la chiesta concessione di un titolo di marchese. Sposò Maria Parisi Bertolo, da cui ebbe Corrado, V barone di Marcatobianco, che sposò in prime nozze la duchessa Concetta Lucchese dei Conti di Villarosata, ed in seconde nozze Maria Giuseppa Ricevuti. Dalla prima unione nacque Michele, VI barone di Marcatobianco, che il 4 gennaio 1844 ottenne ampio attestato di nobiltà dal Senato di Palermo. Dalla seconda unione nacquero Ernesto ed Enrico Manfredi.
Costoro si cognomizzarono anch'essi Lanza come i Principi di Trabia, e questo ramo primogenito probabilmente si estinse in linea maschile a inizio XX secolo in persona di Enrico Manfredi Lanza Ricevuti (1834-?), che risultava iscritto nell'Elenco Ufficiale Nobiliare Italiano con il titolo di Nobile dei Baroni di Marcatobianco, ed aveva due figlie. Un fratello del Barone Michele di Marcatobianco, Ferdinando, Colonnello dell'Esercito delle Due Sicilie, si trasferì a Napoli con i suoi figli e diede vita al Ramo Napoletano dei Lanza di Sicilia, tutt'oggi fiorente.

## Armi
- Lancia di Brolo: Inquartato al 1° e 4° di Lanza che è di nero, al leone coronato, d'oro, linguato di rosso; al 2° e 3° di Baviera che è rombeggiato d'argento e d'azzurro.[32]
- Lanza di Trabia: D'oro al leone coronato di nero, armato e lampassato di rosso.[32]